# 張鵬 (嘉靖癸丑進士)
張鵬（？—？），字子摶，號介山，大同府大同縣人，山西平定州千戶所軍籍，明朝政治人物。

## 生平
山西鄉試第二十一名舉人。嘉靖三十二年（1553年）中式癸丑科會試第七十三名，三甲第一百一十四名進士。工部观政，授山东益都知县。

## 家族
曾祖張恕；祖父張文淵，訓導；父張廷詔，知縣。母魏氏。弟张鹤（生员）。